# Cedric Yarbrough
Cedric Percelle Yarbrough (Burnsville, Minnesota; 20 de marzo de 1973) es un actor y comediante estadounidense. Ha protagonizado la serie Reno 911! como el diputado S. Jones y como Kenneth en la comedia de ABC Speechless, además de dar voz a Gerald Fitzgerald en la comedia de Netflix Paradise PD, al oficial Meow Meow Fuzzyface en la comedia dramática de Netflix BoJack Horseman y a Tom DuBois y el coronel H. Stinkmeaner en comedia de situación de natación para adultos The Boondocks.

## Primeros años
Yarbrough nació en Burnsville, Minnesota. Asistió a Burnsville Senior High School y más tarde a la Universidad Estatal de Minnesota, Mankato. También es alumno del Brave New Workshop de Dudley Riggs en Minneapolis.

## Carrera
Yarbrough protagonizó la serie de televisión de Comedy Central Reno 911! como el diputado S. (Sven) Jones que se emitió de 2003 a 2009 en Comedy Central. La serie regresó para una séptima temporada en 2020 en Quibi y para una octava temporada en 2022 en The Roku Channel como Reno 911! Defunded. También apareció en los dos largometrajes, Reno 911!: Miami y Reno 911! The Hunt for QAnon.
También protagonizó la película Meet the Fockers en 2004 como un guardia de prisión. Más tarde, proporcionó la voz de Tom DuBois y el coronel H. Stinkmeaner en The Boondocks, Chocolate Giddy-up en Black Dynamite y Firestorm y Black Lightning en la película animada Justice League: Crisis on Two Earths.
De 2016 a 2019, coprotagonizó la comedia de ABC Speechless como Kenneth Clements. También ha tenido papeles recurrentes en series como Los Goldberg y Rake. En Carol's Second Act, que se estrenó en 2019, interpreta al enfermero Dennis, que comenzó como un papel recurrente antes de ser ascendido a serie regular a principios de la primera temporada.

## Filmografía

### Películas
| Año  | Título                                               | Papel                       | Notas         |
| ---- | ---------------------------------------------------- | --------------------------- | ------------- |
| 2000 | Mulligan                                             | King                        |               |
| 2004 | Meet the Fockers                                     | Carcelero                   |               |
| 2005 | Virgen a los 40                                      | Papá en la clínica de salud |               |
| 2006 | Unaccompanied Minors                                 | Melvin Goldfinch            |               |
| 2007 | Cook Off!                                            | Jericho                     |               |
| 2007 | Reno 911!: Miami                                     | Diputado S. Jones           |               |
| 2007 | Closing Escrow                                       | Bobby                       |               |
| 2007 | Entry Level                                          | Sam                         |               |
| 2008 | Drillbit Taylor                                      | Bernie                      |               |
| 2008 | Get Smart                                            | Tate                        |               |
| 2008 | Four Christmases                                     | Stan                        |               |
| 2009 | Black Dynamite                                       | Chocolate Giddy-Up          |               |
| 2009 | Miss March                                           | Doctor                      |               |
| 2010 | Justice League: Crisis on Two Earths                 | Firestorm                   | Voz           |
| 2012 | Beverly Hills Chihuahua 3: Viva la Fiesta!           | Hollis                      | Video         |
| 2013 | I Know That Voice                                    | Él mismo                    | Documental    |
| 2015 | Justice League: Throne of Atlantis                   | Técnico submarino           | Voz           |
| 2015 | Batman Unlimited: Monster Mayhem                     | Silas Stone                 | Voz           |
| 2016 | The Boss                                             | Tito                        |               |
| 2016 | Amateur Night                                        | Zoley                       |               |
| 2017 | The 60 Yard Line                                     | David Cartwright            |               |
| 2017 | The House                                            | Reggie                      |               |
| 2021 | Reno 911! The Hunt for QAnon                         | Diputado S. Jones           |               |
| 2022 | Reno 911! It's a Wonderful Heist                     | Diputado S. Jones           |               |
| 2023 | The Donor Party                                      | Harrison                    |               |
| 2023 | Please Don't Destroy: The Treasure of Foggy Mountain | Gates                       |               |
| 2024 | Unfrosted                                            | Toucan Sam                  |               |
| TBA  | Juror No. 2                                          | TBA                         | Posproducción |

### Televisión
| Año                  | Título                             | Papel                                  | Notas                                       |
| -------------------- | ---------------------------------- | -------------------------------------- | ------------------------------------------- |
| 2002                 | Andy Richter Controls the Universe | Otro Andy                              | Episodio: "The Second Episode"              |
| 2003                 | The Parkers                        | Brian                                  | Episodio: "The Mack Is Like Wo!"            |
| 2003–2009, 2020–2022 | Reno 911!                          | Diputado S. Jones                      | 123 episodios                               |
| 2004                 | Arrested Development               | Sargento Baker                         | Episodio: "Sad Sack"                        |
| 2004                 | Broken                             | Doctor Tom                             | Cortometraje                                |
| 2005                 | The Bernie Mac Show                | Monroe                                 | Episodio: "Who Gives This Bride"            |
| 2005                 | The Bad Girl's Guide               | Kip                                    | Episodio: "The Guide to Switching Partners" |
| 2005                 | Love, Inc.                         | Matt                                   | Episodio: "Living Single"                   |
| 2005–2014            | The Boondocks                      | Tom DuBois, Coronel H. Stinkmeaner     | Voz, 53 episodios                           |
| 2009                 | Tracey Ullman's State of the Union |                                        | Episodio #2.4                               |
| 2009–2012            | Los pingüinos de Madagascar        | Oficial X                              | Voz, 7 episodios                            |
| 2010                 | Chuck                              | Neil                                   | Episodio: "Chuck Versus the Beard"          |
| 2010                 | Bones                              | Lawrence Belomo                        | Episodio: "The Babe in the Bar"             |
| 2011                 | $h*! My Dad Says                   | Jimmy                                  | Episodio: "Well Suitored"                   |
| 2011                 | Svetlana                           |                                        | Episodio: "Milking It"                      |
| 2011                 | Curb Your Enthusiasm               | Cliente #1                             | Episodio: "Vow of Silence"                  |
| 2011, 2013           | Big Time Rush                      | Teniente jefe, detective               | 2 episodios                                 |
| 2012–2014            | Key & Peele                        | Ruben / Hunter                         | 2 episodios                                 |
| 2012–2015            | Black Dynamite                     | Chocolate Giddy-Up                     | Voz, 5 episodios                            |
| 2012–2016            | The Soul Man                       | Paul                                   | 5 episodios                                 |
| 2013                 | Ben y Kate                         | Oficial de préstamos                   | Episodio: "Girl Problems"                   |
| 2013                 | Men at Work                        | Tony                                   | Episodio: "Will Work for Milo"              |
| 2013                 | Betas                              | Jon Carlo                              | Episodio: "Takin' It to the Streets"        |
| 2013–2016            | Comedy Bang! Bang!                 | Donald / Steve Smiley                  | 5 episodios                                 |
| 2013–2023            | Los Goldberg                       | Vic                                    | 23 episodios                                |
| 2014                 | Rake                               | Jules                                  | 3 episodios                                 |
| 2014                 | Hot in Cleveland                   | LeBron                                 | Voz, episodio: "The Animated Episode"       |
| 2014                 | American Dad!                      | Guardia de seguridad                   | Voz, 2 episodios                            |
| 2014                 | Benched                            | Morris                                 | 4 episodios                                 |
| 2014–2019            | BoJack Horseman                    | Oficial Meow-Meow Fuzzyface            | Voz, 8 episodios                            |
| 2014–2023            | Padre de familia                   | Miembro de la Junta / Langosta         | Voz, 2 episodios                            |
| 2015                 | Young & Hungry                     | Coleman                                | 2 episodios                                 |
| 2015                 | Crazy Ex-Girlfriend                | Calvin Young                           | 2 episodios                                 |
| 2015                 | Brooklyn Nine-Nine                 | Steve                                  | Episodio: "Det. Dave Majors"                |
| 2015                 | Documentary Now!                   | Dueño de casa de empeño                | Episodio: "The Eye Doesn't Lie"             |
| 2015                 | Life in Pieces                     | Ellis                                  | Episodio: "Pilot"                           |
| 2016                 | Bajillion Dollar Propertie$        | Trent Adler                            | Episodio: "Inside Joke"                     |
| 2016                 | Baby Daddy                         | Tim Turner                             | Episodio: "Stupid Cupid"                    |
| 2016                 | Bella y los Bulldogs               | Coronel Dixon                          | Episodio: "Doggone Record Breaker"          |
| 2016                 | Ballers                            | Clyde Jackson                          | 2 episodios                                 |
| 2016                 | Son of Zorn                        | Bill                                   | Episodio: "The Weekend Warrior"             |
| 2016–2018            | Skylanders Academy                 | Broccoli Guy, Wind-up                  | Voz, 10 episodios                           |
| 2016–2019            | Speechless                         | Kenneth Clements                       | Protagonista, 63 episodios                  |
| 2017                 | One Day at a Time                  | Jerry                                  | Episodio: "A Snowman's Tale"                |
| 2017                 | Blaze and the Monster Machines     | Nelson                                 | Voz, 5 episodios                            |
| 2017                 | Mike Tyson Mysteries               | Neil deGrasse Tyson                    | Voz, episodio: "Help a Brother Out"         |
| 2017                 | Dice                               | Russell Patterson                      | 4 episodios                                 |
| 2017–2018            | We Bare Bears                      | Varios                                 | Voz, 2 episodios                            |
| 2017–2018            | New Looney Tunes                   | Explorador águila                      | Voz, 3 episodios                            |
| 2018–2019            | La ley de Milo Murphy              | Khone                                  | Voz, 3 episodios                            |
| 2018–2022            | Paradise PD                        | Gerald Fitzgerald                      | Voz, 40 episodios                           |
| 2019                 | The Jellies!                       | Wesley Patterson                       | Voz, episodio: "Crash for Cash"             |
| 2019–2020            | Carol's Second Act                 | Enfermero Dennis                       | 17 episodios                                |
| 2019–2022            | Puppy Dog Pals                     | Hal Summers, Keido, Al, Papá de Darius | Voz, 5 episodios                            |
| 2020                 | Where's Waldo?                     | Wizard Dustybeard                      | Voz, episodio: "Riddle Me This, Egypt"      |
| 2023                 | Last Week Tonight with John Oliver | Ron                                    | Episodio: "HOAs"                            |
| 2023                 | Lucky Hank                         | Paul Rourke                            | Protagonista                                |
| 2023                 | Star Wars: Visions                 | Viejo prisionero                       | Voz, episodio: "The Pit"                    |
| 2023                 | The Muppets Mayhem                 | Oficial de policía Axl                 | Episodio: "Track 6: Fortunate Son"          |
| 2023                 | Fired on Mars                      | Jaxton Olivier                         | Voz, 6 episodios                            |
| 2023                 | Captain Fall                       | Chief O'Neil                           | Voz, 3 episodios                            |
| 2023                 | Strange Planet                     | Varios                                 | Voz, 2 episodios                            |
| 2024                 | Not Dead Yet                       | Paul                                   | Episodio: "Not Solved Yet"                  |